# Aflorimentul de cremene compactă de lângă satul Naslavcea
Aflorimentul de cremene compactă de lângă satul Naslavcea este un monument al naturii de tip geologic sau paleontologic în raionul Ocnița, Republica Moldova. Este amplasat la vest de satul Naslavcea, în valea pârâului Chisărău, ocolul silvic Ocnița, Naslavcea, parcela 2, subparcelele 1-8. Are o suprafață de 20 ha conform Legii ariilor protejate sau 7 ha conform unor măsurări mai recente. Obiectul este administrat de Întreprinderea de Stat pentru Silvicultură Edineț.

## Descriere
Aflorimentul este amplasat în valea pârâului Chisărău, lângă fosta stație de pompare a apei „Naslavcea”, la aprox. 3 km amonte de confluența cu pârâul Bîrnova. În partea superioară a văii înguste cu versanți abrupți sunt dezvelite blocuri masive de silex de diferite culori. Vârsta lor nu este definită exact, diferite surse estimând între cretacic și neogen.

## Statut de protecție
Obiectivul a fost luat sub protecția statului prin Hotărîrea Sovietului de Miniștri al RSSM din 13 martie 1962 nr. 111, iar statutul de protecție a fost reconfirmat prin Hotărîrea Sovietului de Miniștri al RSSM din 8 ianuarie 1975 nr. 5 și Legea nr. 1538 din 25 februarie 1998 privind fondul ariilor naturale protejate de stat. Deținătorul funciar al monumentului natural este Întreprinderea de Stat pentru Silvicultură Edineț.
Situl prezintă interes științific la nivel național, din punct de vedere geologic și geomorfologic. Poate fi folosit ca referință pentru studierea proceselor de eroziune fluvială intensivă, manifestate în zonele în care văile râurilor se transformă în canioane. Straturile cu noduri silicoase reprezintă un reper stratigrafic, fiind răspândite pe larg pe teritoriul dintre Nistru și Prut.
Conform situației din anul 2016, aria naturală nu are un panou informativ cu detalii despre monumentul geologic. Pentru a valorifica potențialul turistic al sitului, este necesară introducerea zonei în trasee turistice.

## Galerie de imagini

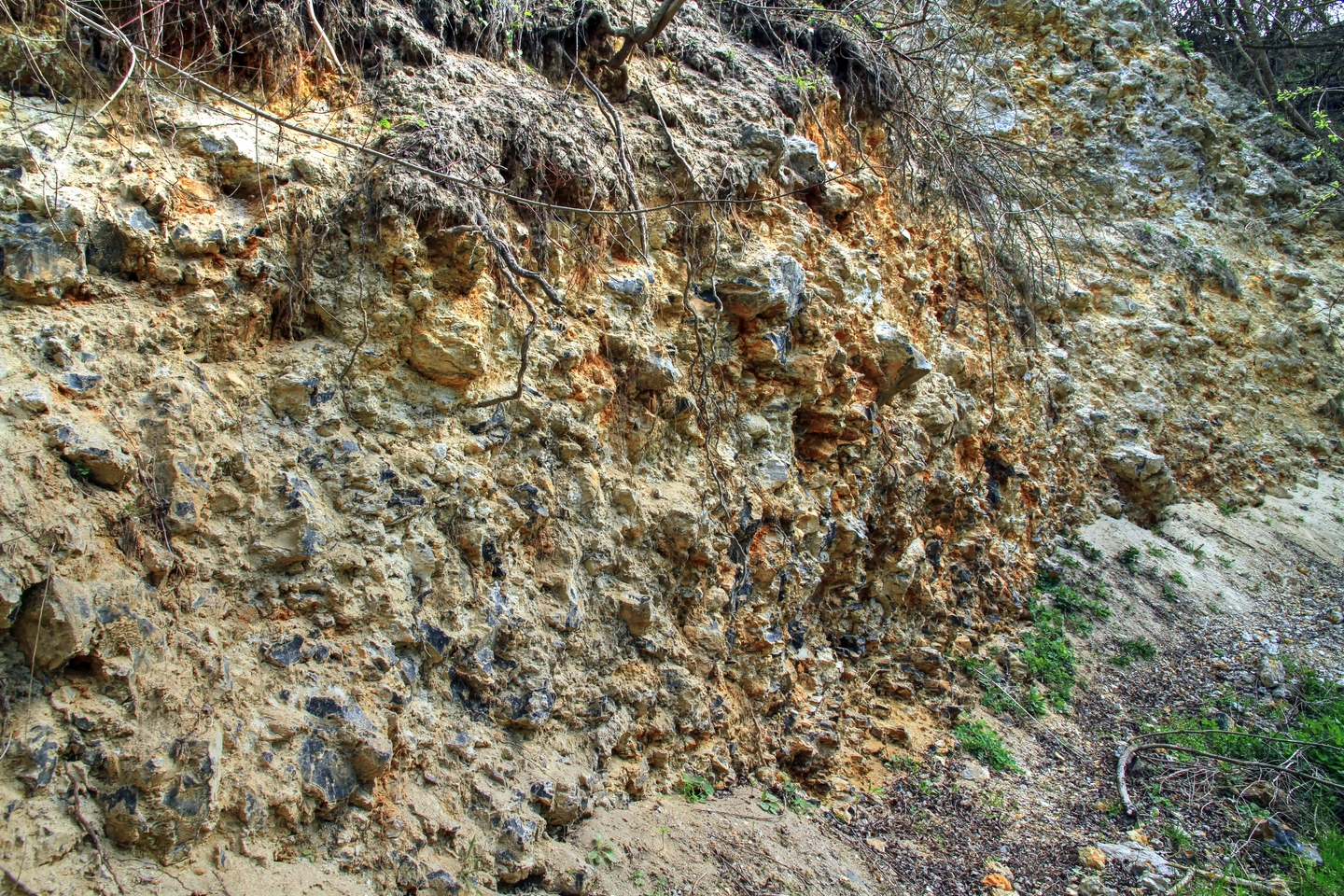
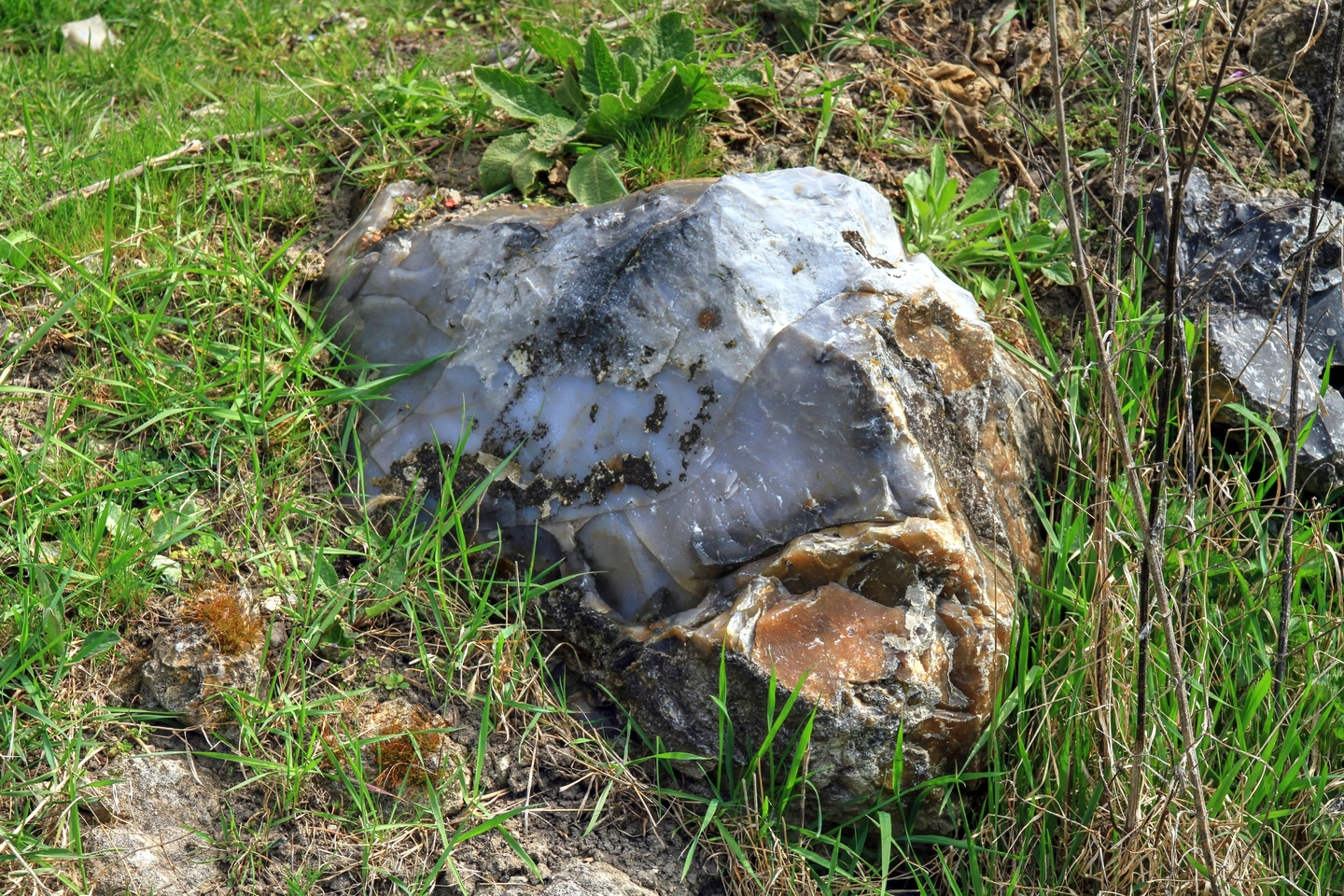
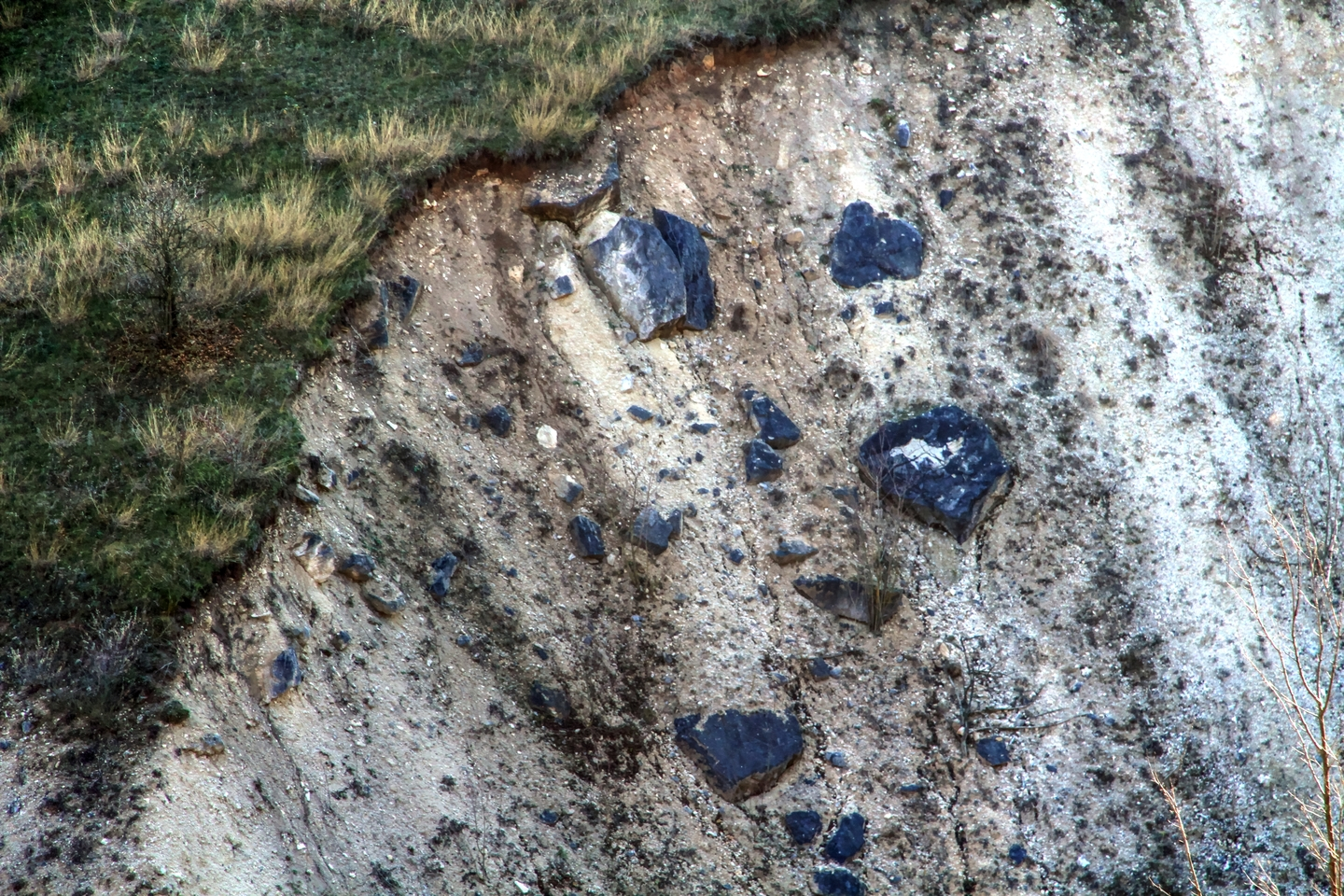
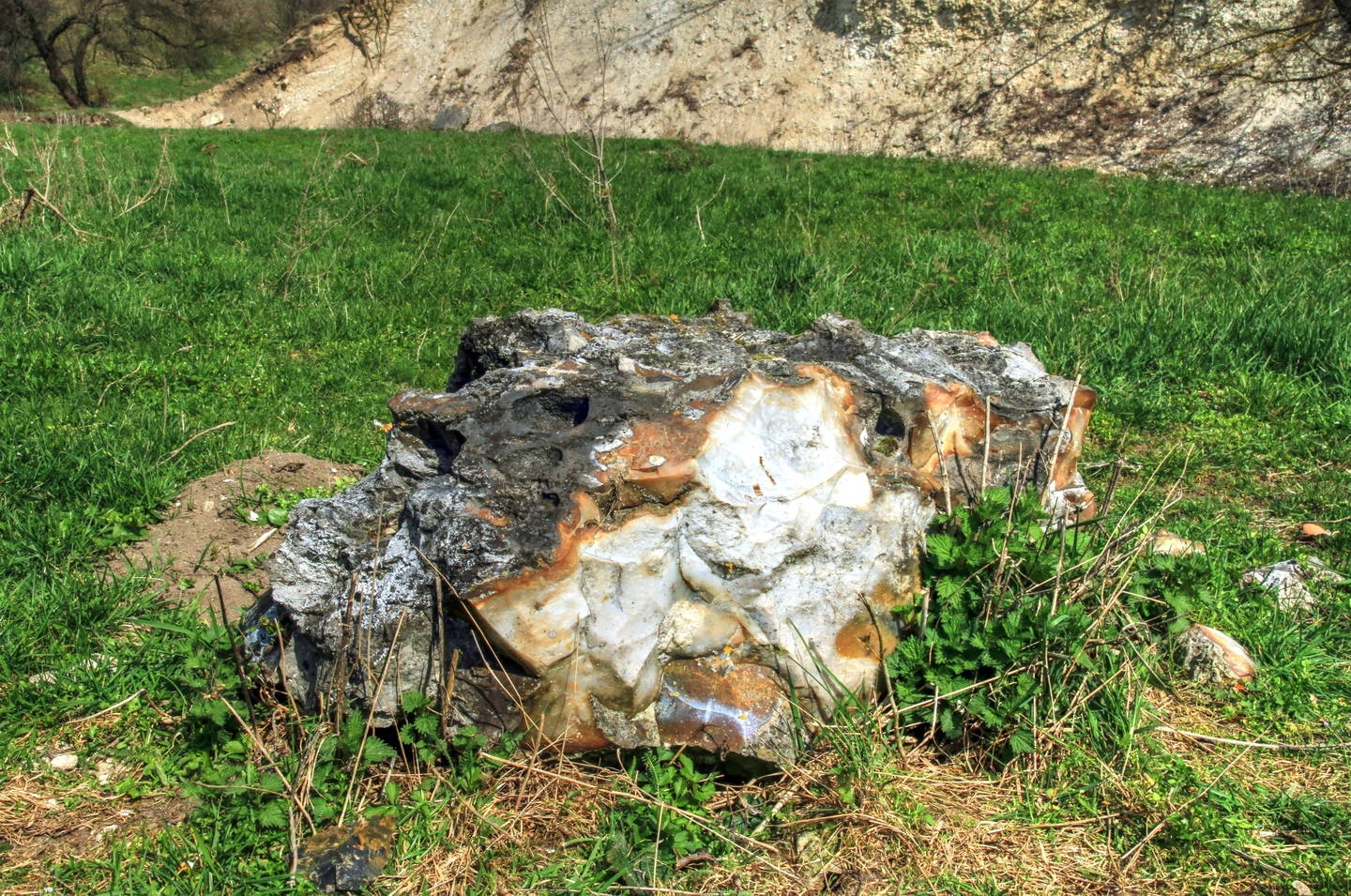